# Сокол, Ян
Ян Сокол (чеш. Jan Sokol, 18 апреля 1936, Прага, Чехословакия — 16 февраля 2021, там же, Чехия) — чешский философ, переводчик философских текстов, профессор Карлова университета в Праге, политик. В 1990—1992 гг. — член Федерального Собрания Чехословакии, в 1998 г. — министр образования Чехии, в 2003 г. — кандидат в президенты Чехии.
Сокол является одним из значительных чешских христианских интеллектуалов современности. Изучает философскую антропологию, историю религии и антропологию институций. Преподает во многих чешских и зарубежных университетах, в особенности, на европейские и философские темы. Является основателем Факультет гуманитарных наук Карлова университета Карлова университета в Праге, в 2000—2007 гг. был его первым деканом.

## Биография
Родился 18 апреля 1936 года в Праге.

### Образование и технические профессии
Он по первому образованию — ювелир, а позднее также механик. В 1958 г. завершил среднее образование, а в 1963 г. начал заочно изучать математику на Факультете математики и физики Карлова университета в Праге. В 1964—1990 гг. работал программистом, а позже старшим научным сотрудником в Научно-исследовательском институте математических машин. Опубликовал несколько книг и целый ряд статей о компьютерах. Изучал различные отрасли техники (часовое дело, электронику, компьютеры).

### Академическая деятельность
С 1991 г. он преподавал философию, антропологию и религиоведение на Педагогическом факультете, а также на Философском факультете Карлова университета в Праге. В феврале 1997 г. удостоен ученого звания «доцент», в 2000 г. — «профессор». С 2000 г. преподает на Факультете гуманитарных исследований Карлова университета в Праге, в 2008 г. читал лекции на тему этики и прав человека в Гарвардском университете в США.
Его путь к философии проходил через библейские исследования, изучение трудов Ницше и встречи с Яном Паточкой. Его философия базируется на традиции феноменологии и персонализма (Блондель, Марсель, Тейяр де Шарден, Розенцвейг, Левинас). В центре его научного интереса лежит философская антропология, история идей и тема «жизненного мира». Здесь берёт начало и его живой интерес к отношениям между философией и религией, философией и наукой, философией и политикой. С 1990 года он параллельно со своей политической деятельностью изучал антропологические и общественные условия демократии, кроме того он проявлял стойкий интерес к вопросам европейской истории и европейской интеграции. Также занимался изучением истории. Являлся также активным автором Чешской Википедии.

### Участие в политической жизни
Он одним из первых подписал Хартию 77, которая выступила за соблюдение прав гражданина и человека в ЧССР.
После первых свободных выборов с 7 июня 1990 г. по 4 июня 1992 г. он был депутатом Палаты народов Федерального Собрания Чехословакии от партии «Гражданский форум» (чеш. Občanské fórum). Был заместителем председателя Палаты народов, председателем парламентской фракции «Гражданский форум» и парламентской делегации в Европарламенте. После распада Гражданского форума перешел в партию «Гражданское движение» (чеш. Občanské hnutí), где занимал пост заместителя председателя. Позже он покинул «Гражданское движение» и начал придерживаться идей Христианско-демократического союза — Чехословацкой народной партии.
В феврале 1997 г. был назначен советником министра образования Ивана Пилипа (Гражданская демократическая партия). С января по июль 1998 г. был министром образования в правительстве Йозефа Тошовского; после был советником министра Эдуарда Земана (Чешская социал-демократическая партия).
В 2003 году он был номинирован от социал-демократов кандидатом от коалиции в третьем туре президентских выборов Чешской Республики, однако в итоге его вплотную опередил Вацлав Клаус.
Известен своей критикой изгнания немцев из Чехословакии. В мае 2007 г. одним из первых подписал декларацию Лиги против антисемитизма.

### Смерть
Скончался 16 февраля 2021 года в Праге.

## Семья
- Вдова — Франтишка Паточкова (чеш. Františka Patočková), дочь знаменитого чешского философа Яна Паточки.
- Дети — двое сыновей и дочь.
- Отец — выдающийся чешский архитектор Ян Сокол (чеш. Jan Sokol),
- Дед — астроном Франтишек Нушл (чеш. František Nušl).
- Брат — художник и иллюстратор Вацлав Сокол (чеш. Václav Sokol).

## Награды
В 2007 г. Ян Сокол был удостоен степени офицера Ордена Почётного легиона Французской Республики (фр. Officier de la Légion d’honneur).
- Орден Томаша Гаррига Масарика 1 степени (2023)[7]
- VIZE 97 Prize[англ.], Dagmar and Václav Havel Foundation (2016)

## Список работ

### Книги
На чешском языке
- Sokol, J., Dluh života. Články — eseje — glosy. FHS UK, Praha 2016. 668 str. ISBN 978-80-87398-86-9
- Sokol, J., Člověk jako osoba. Vyšehrad, Praha 2016. 3. vyd. 280 str. ISBN 978-80-7429-682-6
- Sokol, J.: Moc, peníze a právo. Vyšehrad, Praha 2015. 2. vyd. 304 str. ISBN 978-80-7429-638-3
- Sokol, J.: Etika, život, instituce. Vyšehrad, Praha 2014, 264 str. ISBN 978-80-7429-223-1
- Sokol, J.: Čas a rytmus. 2. vyd. Oikumene, Praha 2004, 332 str.ISBN 80-7298-123-4
- Sokol, J.: Člověk a náboženství. Portál, Praha 2004. 246 str. ISBN 80-7178-886-4
- Sokol, J.: Malá filosofie člověka. Slovník filosofických pojmů. 6. vyd. Vyšehrad, Praha 2010. 364 str. ISBN 978-80-7429-056-5
- Sokol, J.: Filosofická antropologie. Člověk jako osoba. 2.vyd. Portál, Praha 2002. 222 str. ISBN 80-7178-627-6
- Sokol, J.: Mistr Eckhart a středověká mystika. 3. vyd. Vyšehrad, Praha 2004, 360 str. ISBN 80-7021-414-7
- Sokol, J.: Jak počítá počítač. 2. vyd. SNTL Praha 1979. 112 str.
- Sokol, J.: Poselství Ježíšovo. 96 str. Charita Praha 1969

и др.
На английском языке
- Sokol, J., Thinking about ordinary things. English by M. Pauzerová. Prague: Karolinum 2013. 236 p. ISBN 978-80-246-2229-3
- Sokol, J., Ethics, life and institutions. English by N. Cairns and M. Pauzerová. Prague: Karolinum 2016. 258 p. ISBN 978-80-246-3429-6

На немецком языке
- Sokol, J.: Philosophie als Verpflichtung. Manutius Heidelberg 2014, 208 S. ISBN 978-3-944512-02-0
- Sokol, J.: Mensch und Religion. Alber Freiburg 2007, 320 S. ISBN 978-3-495-48264-3
- Sokol, J.: Guten Tag, Computer! VT Berlin 1979. 88 S.

На венгерском языке
- Sokol, J.: Hogyan müködik az elektronikus számitogép? Budapest 1978. 112 str. ISBN 963-10-2490-3

### Статьи в сборниках
- Sokol, J.: Eine Ethik für alle Menschen? In: Schmidinger — Hoff (hsg.), Ethik im Brennpunkt. Tyrolia, Innsbruck 2005, S. 181—200. ISBN 3-7022-2710-5
- Novotný, K. — Sokol, J.: Jan Patočka, penseur d’une dissidence philosophique et politique. In: Delsol — Maslowski — Nowicki (eds.): Dissidences. PUF Paris 2005. ISBN 2-13-054334-0. P. 15-34.
- Sokol, J.: Was ist Geld? In: M. T. Vogt (hsg.), Kulturen in Begegnung. Wroclaw — Görlitz 2004. ISBN 83-7432-018-4. S. 189—198.
- Sokol, J.: The market as a place of rules. In: M. T. Vogt (hsg.), Kulturen in Begegnung. Wroclaw — Görlitz 2004. ISBN 83-7432-018-4. S. 239—243.
- Sokol, J.: Der zweifache Schöpfungsbericht als hermeneutischer Schlüssel. In: Pokorný, P. (ed.): Philosophical Hermeneutics and Biblical Exegesis. Tübingen 2002, ISBN 3-16-147894-0., S. 238—244.
- Sokol, J.: Les racines des nations européennes. In: Delsol — Maslowski — Nowicki (ed.): Mythes et symboles politiques en Europe centrale, p. 29-40. PUF Paris 2002. ISBN 2-13-050050-1.
- Sokol, J.: La pensée européenne de Jan Patočka. In: Delsol — Maslowski (ed.): Histoire des idées politiques de l’Europe centrale, p. 496—510. PUF Paris 1998. ISBN 2-13-049071-9

и др.

### Статьи в научных журналах
- Sokol, J.: Europe speaks. Linguistic Diversity and Politics. In: Angelaki: Journal of Theoretical Humanities. Vol. 15/3, 2010, p. 185—193. ISSN 14692899 (electronic) 0969-725X (paper)
- Sokol, J., Europa spricht. Sprachenvielfalt und Politik. In: Osteuropa 5-6/2004, Berlin, S. 276—283. ISSN 00306428.
- Sokol, J., Was ist Geld? In: Zeitschrift für Wirtschafts- und Unternehmensethik 5/2 (2004), S. 176—185. ISSN 1439-880X
- Sokol, J., The Two Faces of Time. In: European Review, Vol. 9, No. 1, p. 11-18 (2001). ISSN 10627987
- Sokol, J., Virtudes de lo politico. In: Aleph 115 (4/2000), p. 117—123. Manizales, Colombia. ISSN 01200216.
- Sokol, J., An Address from Elsewhere (The Message of Lévinas). In: Philosophy Today, Chicago, 43/2 (1999), p. 143—150, ISSN 00318256.

и др.

### Статьи на русском языке
- Ян Сокол, Общая этика для всех людей? 2014 г. (перевод 2015 г.)
- Ян Сокол, Как выглядит свобода? 2003 г. (перевод 2015 г.)
- Ян Сокол, Смерть в наших руках, 1998 г. (перевод 2015 г.)
- Ян Сокол, Бумажный мир, 1995 г. (перевод 2015 г.)

### Переводы на чешский язык
- M. Foucault: Sen a obraznost. Delfín, Liberec 1995. 75 str. ISBN 80-901842-1-9
- Fustel de Coulanges: Antická obec. SOFIS, Praha 1998. 392 str. ISBN 80-902439-7-5
- H.-G. Gadamer: Problém dějinného vědomí. FÚ ČAV Praha 1994, 54 str. ISBN 80-7007-062-5
- P.-L. Landsberg: Zkušenost smrti, Vyšehrad Praha 1990. 202 str. ISBN 80-7021-054-0
- E. Lévinas: Totalita a nekonečno. Oikumene, Praha 1997. 276 str. ISBN 80-86005-20-8 (участие)
- E. Lévinas: Být pro druhého. Dva rozhovory. Praha 1997. 65 str. ISBN 80-7113-217-9
- P. Ricoeur: Život, pravda, symbol. Oikumene, Praha 1993. 255 str. ISBN 80-85241-32-3 (участие)
- F. Rosenzweig: Nové myšlení, J+J Praha 1994, ISBN 80-901625-5-X
- R. Ruyer: Paradoxy vědomí, PedF UK Praha 1994. 226 str.
- P. Teilhard de Chardin: Místo člověka v přírodě. Svoboda Praha 1993, 165 str. ISBN 80-205-0309-9
- P. Teilhard de Chardin: Vesmír a lidstvo. Vyšehrad Praha 1997, 270 str. ISBN 80-7021-043-5
- C. F. von Weizsaecker: Dějiny přírody, Svoboda 1972. 146 str.
- Bible. Nový zákon, Český ekumenický překlad. Praha 1979 a n. (участие)

и др.